# Alstonia rubiginosa
Alstonia rubiginosa är en oleanderväxtart som beskrevs av K. Sidiyasa. Alstonia rubiginosa ingår i släktet Alstonia och familjen oleanderväxter. Inga underarter finns listade i Catalogue of Life.